# Дафни, Реувен
Реувен Дафни (ивр. ראובן דפני‎, сербохорв. Reuven Dafni / Реувен Дафни), при рождении Рубен Кандт (сербохорв. Ruben Kandt / Рубен Кандт; 11 ноября 1913, Загреб — 15 июня 2005, Иерусалим) — израильский военный и дипломат, основатель кибуца Эйн-Гев, помощник директора мемориального центра Яд-Вашем. В годы Второй мировой войны — лейтенант парашютных войск армии Великобритании, в 1944 году оказывал помощь Народно-освободительной армии Югославии.

## Биография
Родился 11 ноября 1913 года в Загребе в семье хорватских евреев. Родители — Максимилиан Кандт, сотрудник югославского посольства в Австрии, и Регина Шварц-Кандт. При рождении получил имя Рубен. В 1927 году из Загреба переехал в Австрию, где столкнулся с антисемитскими настроениями. Учился в Вене, занимался спортом и был членом Сионистского движения молодёжи. В 1936 году эмигрировал в британскую Палестину, основал там кибуц Эйн-Гев. После переезда поменял имя на Реувен Дафни.
В 1940 году Реувен вступил добровольцем в Британскую армию. Служил в разведке ВВС. В начале 1944 года начал заниматься в Египте подготовкой к отправке группы парашютистов в немецкий тыл в оккупированной Европе: в одной групп его подчинённой была Хана Сенеш — единственная девушка в группе. Дафни потом рассказывал, что Ханна заражала всю группу уверенностью в успехе и что сам факт присутствия девушки в команде удивил всех инструкторов. В марте 1944 года Дафни был отправлен в оккупированную Югославию и присоединился к титовским партизанам как инструктор, поддерживая постоянную радиосвязь с союзниками. Пробыв там полгода, он вернулся в Палестину. Как позднее выяснилось, в ноябре 1942 года мать Реувена была убита в Белграде, а дядя Рикард погиб в концлагере Ясеновац.
В 1946 году Дафни, будучи членом «Хаганы», стал заниматься закупкой оружия в США для подготовки израильских войск к войне против арабов. Помощь оказал ему и гангстер Багси Сигел. В 1948 году Дафни вернулся в США для сбора финансовых средств в помощь новообразованному государству Израиль и был назначен первым консулом Израиля в Лос-Анджелесе. В 1953—1956 годах он был генеральным консулом Израиля в Нью-Йорке, потом — генеральным консулом в Бомбее (Индия), послом Израиля в Кении и Таиланде. В 1983—1996 годах был помощником директора мемориального центра «Яд ва-Шем» в Иерусалиме.
Первой супругой Дафни стала Рина Гроссман, в браке у них родились сын Йорам и дочь Авиталь. После смерти супруги он женился ещё дважды. Скончался 15 июня 2005 в Иерусалиме.